# Les Pirates de Capri
 (août 2025).
Pour plus de détails, voir Fiche technique et Distribution.
Les Pirates de Capri (I pirati di Capri) est un film italo-américain réalisé par Edgar G. Ulmer et Giuseppe Maria Scotese, sorti en 1949.

## Synopsis
En 1799, à Naples, le peuple opprimé se fournit en armes et en munitions en pillant les navires de la reine Marie-Caroline.

## Fiche technique[1]
- Titre : Les Pirates de Capri
- Titre original : I pirati di Capri
- Réalisation : Edgar G. Ulmer et Giuseppe Maria Scotese
- Scénario : Giorgio Moser et Golfiero Colonna
- Direction artistique :
- Musique : Nino Rota
- Décors : Guido Fiorini
- Costumes : Dario Cecchi
- Photographie : Anchise Brizzi
- Son :
- Montage : Renzo Lucidi
- Production : Victor Pahlen et Rudolph Monter
  - Production déléguée : Niccolò Theodoli
- Société de production : AFA et Industrie Cinematografiche Sociali
- Distribution :
  - USA : Film Classics
  - Italie : Artisti Associati
- Budget :
- Pays de production:  Italie et  États-Unis
- Format : Noir et blanc - Son : Monophonique (Western Electric Recording) - 1,37:1 - Format 35 mm
- Genre : Film d'aventure
- Durée : 94 minutes
- Date de sortie :
  - États-Unis : 25 décembre 1949

## Distribution
- Louis Hayward  (VF : Yves Furet) : Comte d'Amalfi, alias Capitaine Sirocco
- Binnie Barnes  (VF : Jacqueline Morane) : Reine Carolina Maria
- Mariella Lotti  (VF : Michele Aurele) : Comtesse Mercedes de Lopez
- Massimo Serato  (VF : Maurice Dorleac) : Baron von Holstein
- Alan Curtis (VF : Georges Hubert) : Commander Van Diel
- Mikhail Rasumny  (VF : Pierre Michau) : Pepino
- Virginia Belmont : Annette
- Franca Marzi : Carla
- William Tubbs : Pignatelli
- Michel Sorel : Nicolo
- Tony Morena : Zia Anastasia
- Erminio Spalla